# Sincorámiersluiper
De sincorámiersluiper (Formicivora grantsaui) is een zangvogel uit de familie Thamnophilidae (miervogels). Het is een bedreigde, endemische vogelsoort in Brazilië.

## Vondst en naamgeving
Het holotype werd in 1965 in de Braziliaanse plaats Igatu (gemeente Andaraí), in de deelstaat Bahia, verzameld, maar door een gebrek aan gegevens werd de vogel toen niet beschreven. Ruim dertig jaar later werden de paratypes op andere locaties verzameld. Op basis van de verzamelde specimens werd de typesoort Formicivora grantsaui pas in 2007 geldig beschreven en vernoemd naar de Duitse natuurwetenschapper Rolf Grantsau die het holotype verzamelde.

## Kenmerken
De sincorámiersluiper is 12 centimeter lang en weegt 8,5 tot 11,5 gram. Deze soort vertoont seksuele dimorfie. Het mannetje heeft een donkerbruine kruin, zwarte snavel, bruine ogen, donkerbruine bovendelen en een zwarte onderkant gescheiden door witte banden. Het vrouwtje verschilt van het mannetje door een grijze bovensnavel, bleekbruine bovendelen en een witte onderzijde met zwarte strepen. Beide geslachten hebben grijze poten met geelachtige onderkant van de tenen.

## Verspreiding en leefgebied
Deze vogel is endemisch in Brazilië en komt alleen voor in het oostelijke deel van de ecoregio Chapada Diamantina in de staat Bahia. Zijn natuurlijke leefgebied is subtropisch of tropisch hooggelegen gebieden met struikgewas tot een hoogte van 1.100 meter boven zeeniveau. Dit leefgebied ligt in het bioom Caatinga.

## Status
De grootte van de populatie is niet gekwantificeerd, maar is stabiel. Desondanks wordt de soort bedreigd door habitatfragmentatie en blijft het risico op het afbranden van struikgewas. Om deze redenen stond de sincorámiersluiper in 2016 als bedreigd op de Rode Lijst van de IUCN en sinds 2016 als bedreigd.